# Cocopa

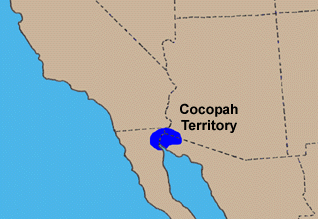
Territorium zum Zeitpunkt des europäischen Kontakts.

Die Cocopa, in den USA meist Cocopah und in Mexiko Cucapá genannt, gehören zusammen mit sieben benachbarten Stämmen – unter diesen die mächtigen Quechan (Kwtsaan oder Kwtsan), Mohave ('Aha Makhav oder Pipa Aha Makav) und Maricopa (Piipaash oder Pee-Posh) – sprachlich, kulturell sowie geographisch zu den Fluss-Yuma. Zur Zeit des ersten spanischen Kontaktes lebten die ca. 3.000 Stammesangehörige zählenden Cocopa im Deltagebiet des Colorado Rivers und in der angrenzenden Sonora-Wüste sowie in den angrenzenden Bergen im Südosten von Kalifornien und Südwesten von Arizona in den USA und im Nordosten von Niederkalifornien und im Nordwesten von Sonora in Mexiko.
Die Etymologie der heute gebräuchlichen Stammesbezeichnung Cocopa ist umstritten. Höchstwahrscheinlich leitet sie sich vom Cocopa-Wort Kwapa oder der alternativen Bezeichnung der Mohave als Kwi-ka-Pa ab, was beides wörtlich etwa „Wolken-Volk“ heißt und sich auf die Nebel am Unterlauf des Colorado River bezieht. Ihr Autonym lautet hingegen Xawiƚƚ kwñchawaay oder „Jene die entlang des Flusses, d. h. des Colorado River leben“. Heute sind sie meist einfach als das „Fluss-Volk“ bekannt.

## Sprache
Ihre Sprache, das Cocopa oder Kwikapa, zählt zum Delta Yuma oder Cocopa-Zweig der California-Delta Yuma oder Diegueño-Cocopa-Untergruppe der Yuma-Sprachen der Cochimí-Yuma-Sprachfamilie, die oftmals zu den Hoka-Sprachen gezählt wird. Ihre Sprache unterteilte sich in drei Dialekte – in das eigentl. Cocopa der Cocopa (Kwapa), den Halyikwamai-Dialekt (†) und dem Kahwan oder Kohuana-Dialekt (†). Die beiden letzten Dialektvarianten sind heute ausgestorben, die Halyikwamai und Kohuana (Cajuenche) haben ihre eigenständige Identität als Stamm verloren und sind heute Teil der Maricopa.
Das eigentliche Cocopa unterteilte sich nochmals in zwei Subdialekte – in das Mountain Cocopa und in das Delta oder Fluss Cocopa. Heute sprechen noch etwa 350 Cocopa (Kwapa) ihre Sprache, hiervon 200 Sprecher in Mexiko und 150 Sprecher in den USA. (Golla 2007)

## Wohngebiet
In den Jahren 1604–1605 lebten sie in neun Rancherias am Colorado River (span. Rio Colorado), einige Kilometer oberhalb der Mündung. Später dehnten sie ihr Wohngebiet sogar bis in die Berge von Kalifornien aus, das heute zu Mexiko gehört (Niederkalifornien). Das heutige Reservat ist nur etwa 17 km² (4.200 Acres) groß und liegt 20 km südlich der Stadt Yuma (Arizona) am Colorado River.

## Geschichte
Die Cocopa waren ein Fluss-Volk, das auf Flößen aus Treibholz den Colorado hinabfuhr, um wilden Weizen zu sammeln. Sie wurden als weniger kriegerisch als die Yuma und Mohave angesehen, kämpften aber oft bei Landstreitigkeiten zusammen mit diesen Stämmen. Mit den anderen benachbarten Stämmen hatten sie freundliche Beziehungen und handelten mit Pinon-Nüsse, Eicheln, Tierhäuten und Tabak. Gelegentlich im Kampf gefangene Gegner tauschte man mit den Spaniern gegen Pferde, während Kinder gewöhnlich von kinderlosen Paaren adoptiert wurden.
Die Kontakte zu den Spaniern waren allerdings sehr begrenzt und der Stamm blieb weitgehend außerhalb ihres Einflussbereichs. Durch den Vertrag von Guadalupe Hidalgo im Jahre 1848 und den Gadsden-Kauf von 1853 kamen die Cocopa unter die amerikanische Rechtsprechung. Die Indianer wehrten sich gegen die nun folgenden weißen Eindringlinge, aber ihre Methode der Kriegsführung war machtlos gegen die mit Gewehren bewaffnete U.S.-Armee. Obwohl die Cocopa keinen Vertrag mit der amerikanischen Regierung abgeschlossen hatten, wurden zu Beginn der 1860er Jahre Reservate eingerichtet. Der Verlust an Stammesland dauerte bis zum Jahr 1940, als das Fort-Mohave-Reservat für die weiße Besiedlung geöffnet wurde.

## Lebensweise und Kultur
Die Cocopa bauten zwei verschiedene Arten von Häusern. Im Winter errichteten sie kegelförmige, teilweise in die Erde vertiefte (später vierpfostige rechteckige) Bauten, wobei sie die Wände aus Ästen mit Erde bedeckten. Im Sommer bauten sie Wickiups mit ovaler Kuppel, die mit Reisig bedeckt waren. Außerdem benutzten sie einen runden, nicht überdachten Windschirm als Arbeits- und Kochstätte.
Bei den Cocopa bildete die Großfamilie, weniger das Dorf, die grundlegende soziale Einheit. Jede Familie besaß ein Haus und verstreut am Flussufer liegende Felder, die bis zu einem Kilometer auseinander lagen. Dennoch verstanden sich die Bewohner einer Siedlung als Gemeinschaft und ein Gemeindehaus im Zentrum einer jeden Siedlung symbolisierte diese Einheit. Sie hatten oft mehrere Dörfer, die sie zu verschiedenen Jahreszeiten aufsuchten. Die Cocopa hatten ein starkes Interesse an geselligen Zusammenkünften, verachteten jedoch zur Schau gestellten Reichtum. Im Umgang miteinander achteten sie auf Sitte und Form. Die wichtigsten religiösen Führer waren eher Schamanen als Priester, und als politische Führer fungierten ältere Männer, die sich als einflussreiche Redner erwiesen hatten.
Träume waren von großer Bedeutung für die Voraussage der Zukunft und als Quelle von Macht. Das Träumen von Wasser bedeutete Erfolge als Krieger; eine Nachtigall im Traum verhieß eine Zukunft als Redner; die Erscheinung einer Eule war ein Vorbote des Todes. Wenn ein Traum etwas anderes als Erfolg prophezeite, schwieg man darüber. Den Gemeinen Stechapfel (Datura stramonium, ein giftiges Nachtschattengewächs) verwendete man, um Träume zu erzeugen, die Glück im Spiel brachten.
Sie verbrannten ihre Toten zusammen mit deren persönlichen Besitz, ein Brauch, der den frühen weißen Siedlern Angst machte. Das Bureau of Indian Affairs versuchte daraufhin, diese Praxis zugunsten eines „zivilisierteren Begräbnisses“ zu verändern.
Die Cocopa betrieben früher weniger Feldbau als andere Yuma-Stämme und waren deshalb stärker von essbaren wilden Wüstenpflanzen abhängig. Kleine Tiere und Fisch ergänzten ihren Nahrungsbedarf. Heute bauen die Cocopa Baumwolle an und betreiben für ihren Lebensunterhalt Landwirtschaft, die ihre wichtigste Einkommensquelle darstellt.

## Demografie
Als Don Juan de Onate und Padre Escobar den Colorado River befuhren, gab es vermutlich 6.000–7.000 Cocopa, 1776 schätzte Francisco Garcés ihre Bevölkerungszahl auf 3.000 und 1857 gab Heintzelmann die Zahl von etwa 300 Kriegern an. Laut Zensus aus dem Jahr 2000 wird das Reservat von 800 Stammesmitgliedern bewohnt.